# Бигорно
Бигорно (фр. Bigorno, корс. Bigornu) — коммуна во Франции, находится в регионе Корсика. Департамент коммуны — Верхняя Корсика. Входит в состав кантона Голо-Морозалья. Округ коммуны — Бастия.
Код INSEE коммуны — 2B036.

## Население
Население коммуны на 2008 год составляло 79 человек.
| 1962 | 1968 | 1975 | 1982 | 1990 | 1999 | 2008 |
| ---- | ---- | ---- | ---- | ---- | ---- | ---- |
| 95   | 116  | 86   | 100  | 61   | 78   | 79   |

## Экономика
В 2007 году среди 34 человек в трудоспособном возрасте (15—64 лет) 16 были экономически активными, 18 — неактивными (показатель активности — 47,1 %, в 1999 году было 41,2 %). Из 16 активных работали 14 человек (9 мужчин и 5 женщин), безработных было 2 (1 мужчина и 1 женщина). Среди 18 неактивных 2 человека были учениками или студентами, 11 — пенсионерами, 5 были неактивными по другим причинам.

## Фотогалерея

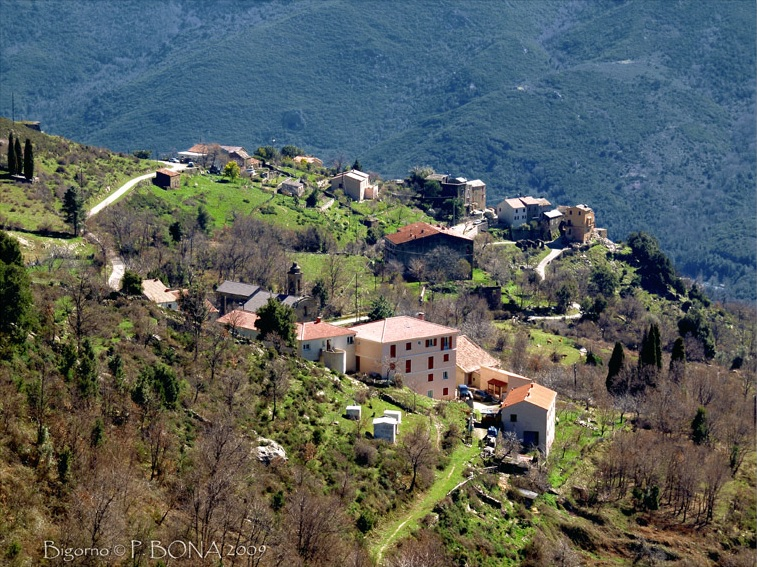
Бигорно
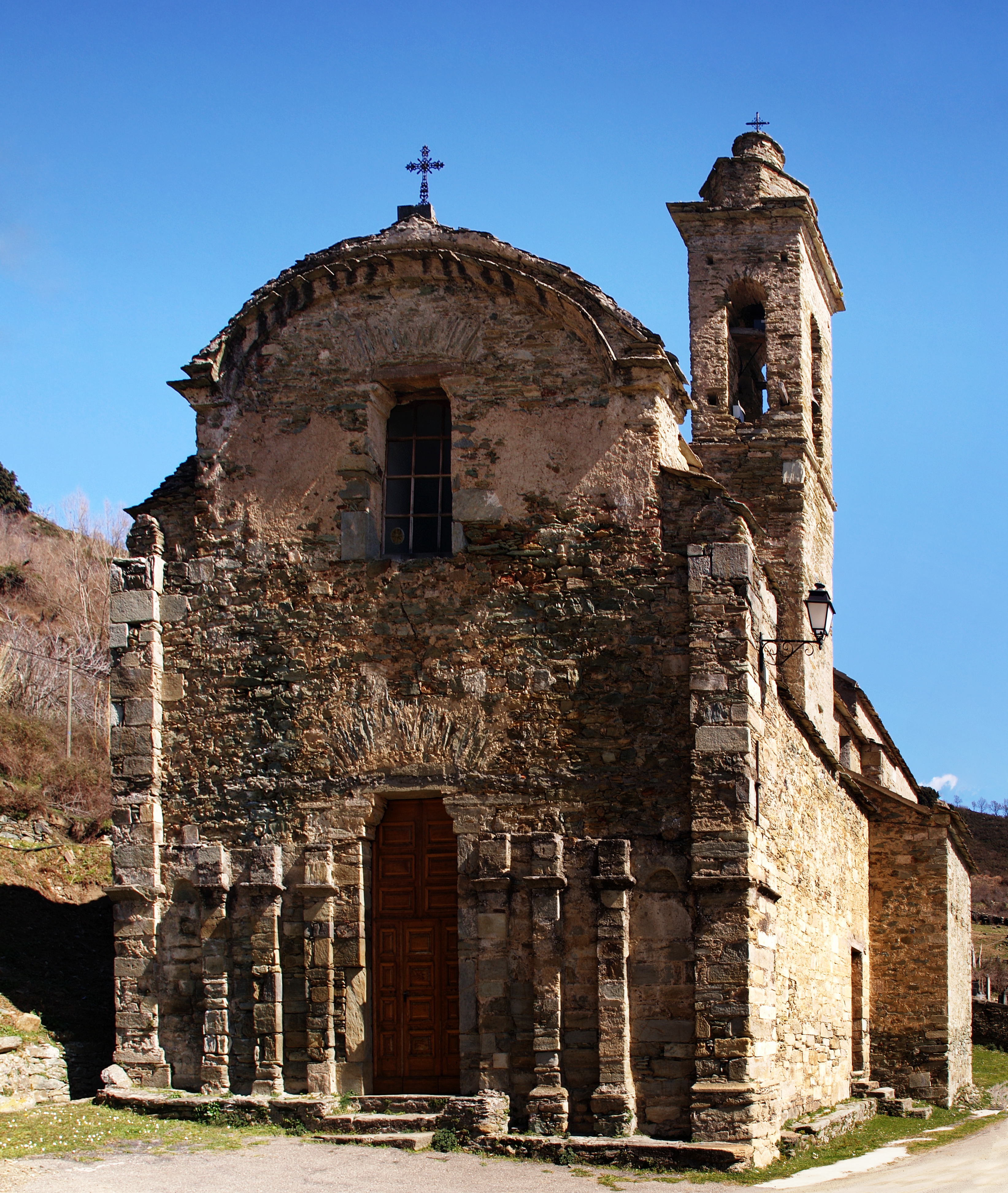
Церковь Санта-Мария Ассунта
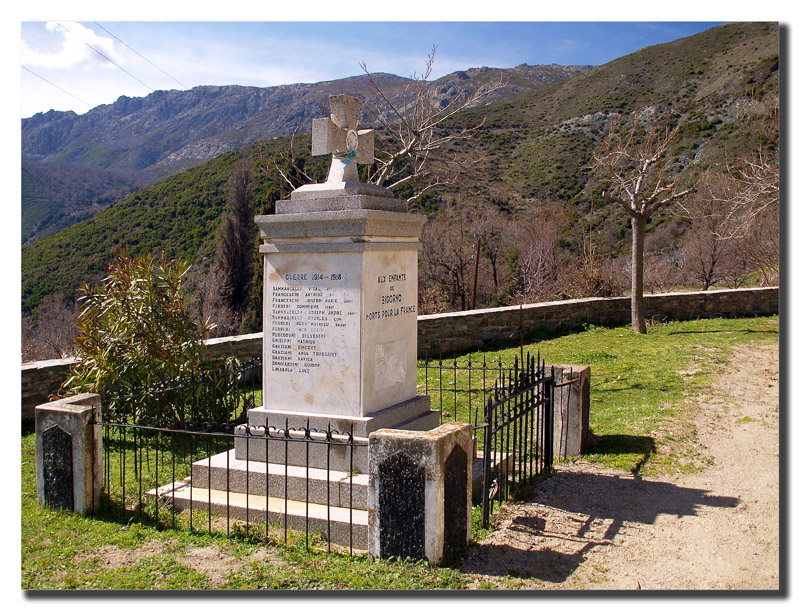
Военный мемориал